# TechWIG
Der TECHWIG war ein Aktienindex, der polnische Unternehmen zusammenfasste, die für das Segment SiTECH Innovative Technologies qualifiziert waren und an der Warschauer Börse notiert waren.
Der Höchststand von TECHWIG lag am 13. März 2000 bei 2.559,90 Punkten, der niedrigste am 1. Oktober 2002 bei 313,08 Punkten.
Am 23. Juni 2008 stellte die WSE die Veröffentlichung des Index ein.